# Aquifoliales
Aquifoliales é uma ordem de plantas angiospérmicas (plantas com flor - divisão Magnoliophyta), pertencente à classe Magnoliopsida (Dicotiledóneas - planta cujo embrião contém dois ou mais cotilédones).
Os representantes mais notáveis pertencem à família Aquifoliaceae, género Ilex (azevinho).
No antigo sistema de classificação de Cronquist eram colocados na ordem Celastrales.

## Posicionamento
- clado das asterídeas (em inglês, "asterids")
  - ordem Cornales
  - ordem Ericales
  - clado das lamiídeas ou euasterídeas I (em inglês, "euasterids I" ou "lamiids")
    - família Boraginaceae—colocada sem ordem
    - família Icacinaceae—colocada sem ordem
    - família Metteniusaceae—colocada sem ordem
    - família Oncothecaceae—colocada sem ordem
    - família Vahliaceae—colocada sem ordem
    - ordem Garryales
    - ordem Gentianales
    - ordem Lamiales
    -  ordem Solanales

  -  clado das campanulídeas ou euasterídeas II (em inglês, "euasterids II" ou "campanulids")
    - ordem Apiales
    - ordem Aquifoliales
    - ordem Asterales
    - ordem Bruniales
    - ordem Dipsacales
    - ordem Escalloniales
    -  ordem Paracryphiales